# Bosnisch-herzegowinische Eishockeyliga 2017/18
Die Saison 2017/18 war die achte Spielzeit der bosnisch-herzegowinischen Eishockeyliga, der höchsten bosnisch-herzegowinischen Eishockeyspielklasse. Meister wurden zum dritten Mal in der Vereinsgeschichte der HK Bosna aus Sarajevo.
Nachdem die Spielzeit 2015/16 bereits nach zwei Spielen abgebrochen und 2016/17 überhaupt keine Meisterschaft ausgetragen worden waren, fand nach zwei Jahren Unterbrechung wieder ein Spielbetrieb statt. Die drei Mannschaften der Saison 2014/15 nahmen nicht an der Liga teil. Stattdessen beteiligten sich mit dem HK Bosna (Meister von 2003 und 2011), dem HK Ilidža 2010 (Meister von 2012) zwei frühere Titelträger und zudem als Neuling der HK Divlje Mačke Sarajevo an der Ausspielung des Meistertitels.

## Modus
In der Hauptrunde absolvierte jede der drei Mannschaften insgesamt zehn Spiele mit je 45 Minuten Länge – anstatt der üblichen 60 Minuten. Der Hauptrundensieger wurde Bosnisch-herzegowinischer Meister. Für einen Sieg erhielt jede Mannschaft drei Punkte und bei einer Niederlage null Punkte.

## Hauptrunde
|    | Klub                     | Sp | S | N | Tore  | Punkte |
| -- | ------------------------ | -- | - | - | ----- | ------ |
| 1. | HK Bosna                 | 10 | 7 | 3 | 32:22 | 21     |
| 2. | HK Ilidža 2010           | 10 | 6 | 4 | 32:32 | 18     |
| 3. | HK Divlje Mačke Sarajevo | 10 | 2 | 8 | 19:29 | 6      |

Sp = Spiele, S = Siege, N = Niederlagen